# Giovanni Nicchi
Giovanni Nicchi detto Gianni (Torino, 16 febbraio 1981) è un mafioso italiano.
Soprannominato 'u picciutteddu e tiramisù, fu ricercato dal 2006 al 2009 per associazione di tipo mafioso, estorsione e altro. Era inserito nell'elenco dei trenta latitanti più pericolosi d'Italia.

## Biografia

### Eredità mafiosa
Gianni Nicchi è il figlio di un mafioso condannato all'ergastolo. È stato considerato uno dei reggenti della famiglia mafiosa del quartiere Pagliarelli di Palermo, dopo l'arresto del suo padrino Antonino Rotolo il 20 giugno 2006, due mesi dopo l'arresto del boss Bernardo Provenzano. Le autorità emanarono 52 ordinanze di arresto contro i boss di Cosa Nostra della città di Palermo (Operazione Gotha). Nicchi sfuggì all'arresto.
"Gianni è il mio figlioccio, ma ti dirò, per me è come se fosse mio figlio" (Rotolo, intercettato, parlando con un altro mafioso). "Da oggi in poi, devi sapere che quando parli con lui è come se parlassi con me". In altre conversazioni intercettate, la polizia ascoltò Rotolo istruire Nicchi su come uccidere una persona. Discussero anche di come estorcere denaro ai commercianti cinesi a Palermo.
Nonostante la sua età, gli altri mafiosi trattavano Nicchi con rispetto. Il pentito Francesco Campanella ricorda quando fu introdotto a Nicchi da Nicola Mandalà, boss mafioso di Villabate, nel 2004.
Campanella capì che il giovane era già un'importante figura di Cosa Nostra.

### Missione negli USA
Rotolo era preoccupato dal ritorno degli Inzerillo a Palermo e si scontrò con il boss rivale Salvatore Lo Piccolo a causa della richiesta degli Inzerillo di tornare a Palermo. La famiglia Inzerillo era stata decimata dai Corleonesi durante la Seconda guerra di mafia negli anni 80 e costretta all'esilio negli Stati Uniti. Rotolo aveva fatto parte del clan mafioso che aveva attaccato gli Inzerillo, uccidendo personalmente uno di loro. Si oppose quindi al permesso accordato da Lo Piccolo per il ritorno degli Inzerillo a Palermo, meditando vendetta.
Molte famiglie mafiose stabilirono nuovi legami con la famiglia Gambino per trarre profitto da un incremento del traffico internazionale di stupefacenti e di fornire ai clan mafiosi di Palermo l'opportunità di riciclare i propri profitti nel settore immobiliare degli Stati Uniti. Rotolo inviò Nicchi negli Stati Uniti per controllare Frank Calì della famiglia Gambino, visto spesso assieme a vecchi trafficanti di eroina della Pizza Connection come Pietro Inzerillo.

### Scontro con Lo Piccolo
A Rotolo non piacque quello che riferì Nicchi e non credette alle rassicurazioni di Calì, considerate scuse per reintegrare gli Inzerillo a Palermo. Rotolo emanò una condanna a morte per Salvatore Lo Piccolo e suo figlio Sandro e procurò i barili di acido utilizzati per sciogliere i corpi dei rivali uccisi. A Nicchi fu ordinato di cercare e uccidere i Lo Piccolo.
Quando Rotolo fu arrestato il 20 giugno 2006, i Lo Piccolo diedero la caccia a Nicchi. Ordinarono a Francesco Franzese, boss della famiglia mafiosa di Partanna-Mondello, di trovarlo e ucciderlo. Franzese fu arrestato il 2 agosto 2007. In un pizzino trovato nella casa di Franzese, Sandro Lo Piccolo ordinò l'uccisione di 'Tiramisù', uno dei soprannomi di Nicchi. A quanto pare, Nicchi era fuggito a Milano e sfuggito ad un attentato organizzato da Franzese.

### Nuovi poteri in Cosa Nostra?
Dopo l'arresto di Salvatore Lo Piccolo e suo figlio Sandro, il 5 novembre 2007, Nicchi fu considerato uno dei nuovi boss di Cosa Nostra a Palermo. Altri giovani boss in ascesa sono Pietro Tagliavia, nato nel 1978, uno scissionista della famiglia mafiosa di Corso dei Mille, e Salvo Riina, nato nel 1977 – il secondogenito del boss dei boss Totò Riina – arrestato nel 2001 ma rilasciato nel 2007 quando la Corte Suprema annullò la sentenza.
Il capo della polizia di Palermo Giuseppe Caruso descrive Nicchi come "un giovane con cervello ed energia ... e pronto a salire alla guida di Cosa Nostra, almeno a Palermo". 
Secondo il procuratore Francesco Del Bene, che ha coordinato l'arresto dei Lo Piccolo: "Gianni Nicchi è un killer, potrebbe emergere, ma è l'unico rimasto dalla fazione dei Corleonesi."
Secondo Antonio Ingroia, uno dei procuratori della Direzione Distrettuale Antimafia (DDA) di Palermo, le figure principali di Cosa Nostra al momento, Matteo Messina Denaro, Giovanni Riina, Domenico Raccuglia, Pietro Tagliavia e Nicchi, sono ancora troppo giovani per essere riconosciuti come boss di spicco dell'organizzazione.

### Arresto e condanne
Il 5 dicembre 2009, Gianni Nicchi è stato arrestato dalla sezione Catturandi della Polizia Italiana a Palermo: era nascosto in un appartamento in centro, a poca distanza dal Tribunale.
- Processo Gotha

Il 21 gennaio 2008, la Corte di Palermo condannò Nicchi, allora latitante, a 15 anni di prigione. A causa del rito abbreviato, Nicchi ottenne la riduzione di 1/3 della pena. Nell'ambito del processo Gotha la Cassazione ha confermato la condanna a 13 anni di reclusione in data 12 ottobre 2011.
- Processo Old Bridge

In data 14 maggio 2010 la terza sezione del Tribunale di Palermo ha assolto Gianni Nicchi dall'accusa di estorsione ai danni della ditta di autotrasporti Cuffaro, l'accusa aveva chiesto la condanna a 7 anni e 4 mesi di reclusione.